# Karl Steinhuber
Karl Steinhuber, född 1 maj 1906 i Linz, död november 2002, var en österrikisk kanotist.
Steinhuber blev olympisk silvermedaljör i K-2 10000 meter vid sommarspelen 1936 i Berlin.